# James W. Douglass
James W. "Jim" Douglass là nhà văn, nhà hoạt động hòa bình và nhà thần học Kitô giáo người Mỹ. Ông và người vợ - Shelley Douglass – đã thành lập ‘’Trung tâm Ground Zero" cho hành động bất bạo động ở Poulsbo, Washington, và "Nhà Mẹ Maria", một nhà của Phong trào thợ thuyền Công giáo tại Birmingham, Alabama. Ông sinh vào cuối thập niên 1930. Năm 1997 vợ chồng ông được trao Giải Pacem in Terris.

## Thần học bất bạo động
Douglass là tác giả nổi tiếng về thần học Công giáo và chủ trương bất bạo động. Ông đã viết nhiều sách và khảo luận về các đề tài trên. Bốn tập chuyên khảo của ông, xuất bản từ năm 1968 tới 1991, đã được nhà xuất bản thần học Wipf & Stock in lại năm 2006.
Quyển "K and the Unspeakable" năm 2008 của Douglass, do nhà xuất bản Orbis Books ở Maryknoll, New York xuất bản, thảo luận về Vụ ám sát John F. Kennedy như một âm mưu do các phe đảng chưa biết rõ ra lệnh và do CIA thi hành với sự giúp đỡ của Mafia cùng các phần tử trong cơ quan FBI để chấm dứt nỗ lực của Kennedy nhằm kết thúc Chiến tranh lạnh sau cuộc Khủng hoảng tên lửa Cuba.

## Hoạt động
Douglass là giáo sư môn tôn giáo ở Đại học Hawaii và là người đầu tiên dấn thân vào hành động bất tuân dân sự (civil disobedience) để phản đối chiến tranh Việt Nam.

Năm 1975 Jim và Shelley Douglass lập ra "Trung tâm Ground Zero" cho Hoạt động bất bạo động để phản đối việc xây dựng căn cứ tàu ngầm hạt nhân chở tên lửa Trident trên bán đảo Kitsap ở tiểu bang Washington. Vợ chồng Douglass, với sự tham gia của các nhà hoạt động khác, đã tìm cách ngăn chặn việc bố trí các tên lửa Trident, lập ra một intentional community nhỏ, cộng đồng sống hòa bình, gần căn cứ tàu ngầm. Mục đích của họ là 
"tìm sự thật của lối sống bất bạo động" cả về cá nhân và về chính trị. Về cá nhân, chúng tôi đã cố gắng để đối đầu với chủ nghĩa kỳ thị chủng tộc, chủ nghĩa phân biệt giới tính, chủ nghĩa tiêu dùng hàng hóa - tất cả các thứ chủ nghĩa cho phép chúng ta vi phạm người khác. Về chính trị, chúng tôi đã chọn để thử hành động bất bạo động chống tên lửaTrident, một hệ thống dường như thu nhỏ mọi bạo lực của xã hội chúng ta".
Việc phản đối cách bất bạo động này sau đó mở rộng thành phản đối chuyến "Tàu hỏa trắng" (White Train) chở các bộ phận tên lửa hạt nhân tới Căn cứ tên lửa Trident ở Bangor.
Vợ chồng Douglass sau đó di chuyển đến cư ngụ ở Ensley lân cận Birmingham, Alabama, để thiết lập "Nhà Mẹ Maria", một "nhà đón tiếp khách" dành cho người vô gia cư hay nghèo khổ cần được chăm sóc sức khỏe lâu dài.
Douglass đã đi tới Trung Đông trong nhiều sứ mạng hòa bình. Năm 2003 ông tham gia vào một "Đội người kiến tạo Hòa bình Kitô giáo" (Christian Peacemaker Team) ở Iraq và ở lại với các thường dân trong Cuộc tấn công Iraq 2003.

## Tác phẩm
- Douglass, James W. (ngày 24 tháng 3 năm 1968). The Non-Violent Cross: A Theology of Revolution and Peace. Eugene, Oregon: Wipf & Stock. tr. 320. ISBN 9781597526081. Bản gốc lưu trữ ngày 7 tháng 8 năm 2011. Truy cập ngày 19 tháng 1 năm 2011.
- James W., Douglass (1969). "The Human Revolution: A Search for Wholeness". Trong O'Gorman, Ned (biên tập). Prophetic Voices: Ideas and Words on Revolution. New York: Random House. OCLC 9865..
- Douglass, James W. (ngày 24 tháng 3 năm 1972). Resistance and Contemplation: The Way of Liberation. Eugene, Oregon: Wipf & Stock. tr. 196. ISBN 9781597526098. Bản gốc lưu trữ ngày 18 tháng 7 năm 2011. Truy cập ngày 19 tháng 1 năm 2011.
- Douglass, James W. (ngày 24 tháng 3 năm 1983). Lightning East to West: Jesus, Gandhi, and the Nuclear Age. Eugene, Oregon: Wipf & Stock. tr. 112. ISBN 9781597526104. Bản gốc lưu trữ ngày 18 tháng 7 năm 2011. Truy cập ngày 19 tháng 1 năm 2011.
- Douglass, James W. (1988). Dear Gandhi: Now What? Letters from Ground Zero. Shelley Douglass, Bill Livermore. Philadelphia: New Society Publishers. ISBN 9780865711259. OCLC 18105469.
- Douglass, James W. (ngày 24 tháng 3 năm 1991). The Nonviolent Coming of God. Eugene, Oregon: Wipf & Stock. tr. 254. ISBN 9781597526111. Bản gốc lưu trữ ngày 7 tháng 8 năm 2011. Truy cập ngày 19 tháng 1 năm 2011.
- Douglass, Shelley (1991). Selections from the Writings of Shelley and Jim Douglass. James W. Douglass, Mary Evelyn Jegen, Pax Christi USA. Erie, Pennsylvania: Pax Christi USA. OCLC 34667609.
- Sherman, Karen Holsinger (2007). A Question of Being: The Integration of Resistance and Contemplation in James Douglass's Theology of Nonviolence. James W. Douglass. Eugene, Oregon: Wipf & Stock. tr. 128. ISBN 9781556351440. Bản gốc lưu trữ ngày 18 tháng 7 năm 2011. Truy cập ngày 19 tháng 1 năm 2011.
- Douglass, James W. (2008). JFK and the Unspeakable: Why He Died and Why It Matters. Maryknoll, New York: Orbis Books. tr. 544. ISBN 9781570757556.